# Большое (озеро, Томская область)
Большое — озеро в России, к юго-западу от озера Иконное. Находится в Александровском районе Томской области, к северо-востоку от села Новоникольское. Площадь 11 квадратных километров, одно из 11 озёр Томской области, площадь которых превышает 10 квадратных километров, другими крупными озёрами являются: Мирное, Варгато, Польто 3-е, Имэмтор, Иллипех, Дикое, Елань, Когозес, Перельто, Якынр.